# Prueba Villafranca de Ordizia 2025
De 102e editie van de Prueba Villafranca de Ordizia vond plaats op 25 juli 2025 en werd gewonnen door de Spanjaard Igor Arrieta. De wedstrijd maakte deel uit van de UCI Europe Tour.

## Deelnemende ploegen
| WorldTeams (4)- UAE Team Emirates XRG - Cofidis - Movistar Team - XDS Astana Team ProTeams (8)- Burgos-Burpellet-BH - Caja Rural-Seguros RGA - Euskaltel-Euskadi - Equipo Kern Pharma - Team Polti VisitMalta - Q36.5 Pro Cycling Team - Team TotalEnergies - Unibet Tietema Rockets Continentale ploegen (7)- Feirense-Beeceler - Illes Balears Arabay - Petrolike - Pingtan International Tourism Island Cycling Team - Terengganu Cycling Team - 2025 Universe Cycling - 2025 Victoria Sports Pro Cy |
| |

## Verloop
De koers bestond uit vijf ronden van ieder 34 kilometer, wat neer kwam op een totale afstand van 167 kilometer. Start en finish van de wedstrijd lagen in Ordizia. De lokale klim die onderdeel was van de wedstrijd lag nabij Abaltzisketa. Renners van de ploeg van de winnaar van de vorige editie, Jan Christen die reed voor UAE Team Emirates, waren ook deze editie volop aanwezig in de wedstrijd. Met nog zo'n 20 kilometer te gaan trok de Brit Simon Carr, die in 2020 won, in de aanval. De jonge Igor Arrieta haalde hem in, maar Carr kon toch zijn karretje nog aanspannen. Net voor de top van de laatste doorkomst op de Abaltzisketa stoof Isaac del Toro hen voorbij en bouwde in de afdaling een voorsprong op van om en nabij zestien seconden. Eenmaal op het vlakke haalde Arrieta de Mexicaan weer bij en samen reden ze naar de eindstreep, waar Del Toro de overwinning schonk aan zijn ploegmaat Arrieta. Deze overwinning op Baskische grond was de eerste professionele zege voor Arrieta. Naast Arrieta en Del Toro sprintte António Morgado naar de derde plaats uit het overgebleven peloton. Drie van de acht gestartte Nederlanders finishten; dit waren Lars Quaedvlieg, Alex Molenaar en Ide Schelling. Geen Belgen verschenen aan de start.

## Uitslag
| Plaats  | Naam              | Ploeg                                | tijd     |
| ------- | ----------------- | ------------------------------------ | -------- |
| Winnaar | Igor Arrieta      | UAE Team Emirates-XRG                | 3u50'23" |
| 2       | Isaac del Toro    | UAE Team Emirates-XRG                | z.t.     |
| 3       | António Morgado   | UAE Team Emirates-XRG                | + 16"    |
| 4       | Diego Ulissi      | XDS Astana Team                      | z.t.     |
| 5       | Clément Alleno    | Burgos Burpellet BH                  | z.t.     |
| 6       | Fernando Barceló  | Caja Rural-Seguros RGA               | z.t.     |
| 7       | Davide Formolo    | Movistar Team                        | z.t.     |
| 8       | Haimar Etxeberria | Equipo Kern Pharma                   | z.t.     |
| 9       | Vlas Sjitsjkin    | Pingtan International Tourism Island | z.t.     |
| 10      | Christian Scaroni | XDS Astana Team                      | z.t.     |